# 奇迹圣母圣赛苏圣殿
奇迹圣母圣賽苏圣殿（義大利語：Santa Maria dei Miracoli presso San Celso）是一座罗马天主教宗座圣殿，位于意大利北部伦巴第大区米兰。

## 历史和概况
该堂在1493年开始建造，容纳一幅神奇的圣母像。兴建的第一部分是八角形穹顶。在16世纪，增建了古典风格的方形门廊。宏伟的立面是由加莱亚佐·阿莱西设计于16世纪后期；装饰许多雕像和浮雕。

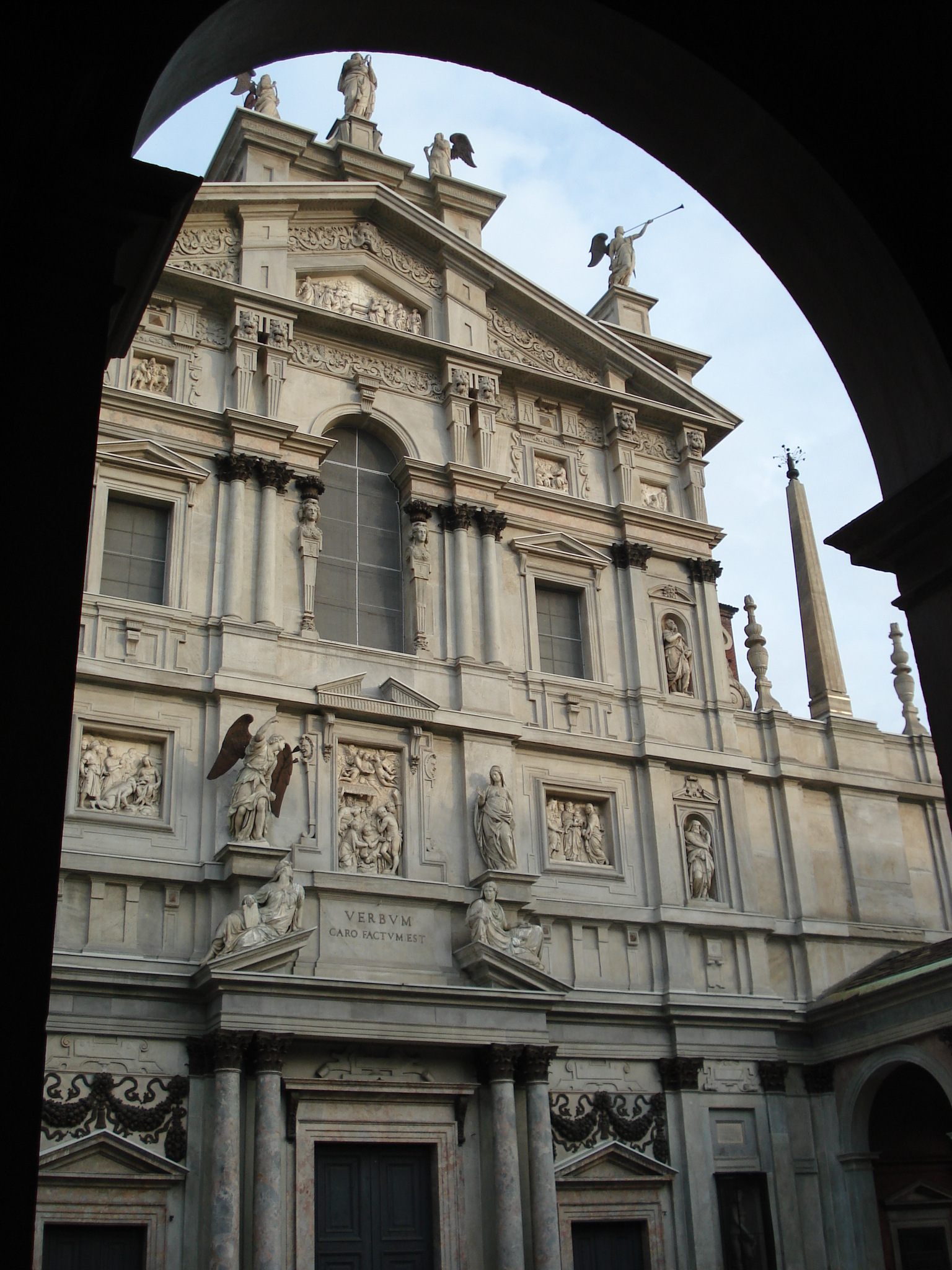
立面

## 室内
堂内拥有米兰的文艺复兴时期和巴洛克艺术家的许多作品：其中《耶稣受洗》是高登齐奥·法拉利和乔凡·巴蒂斯塔·德拉塞尔瓦的作品。

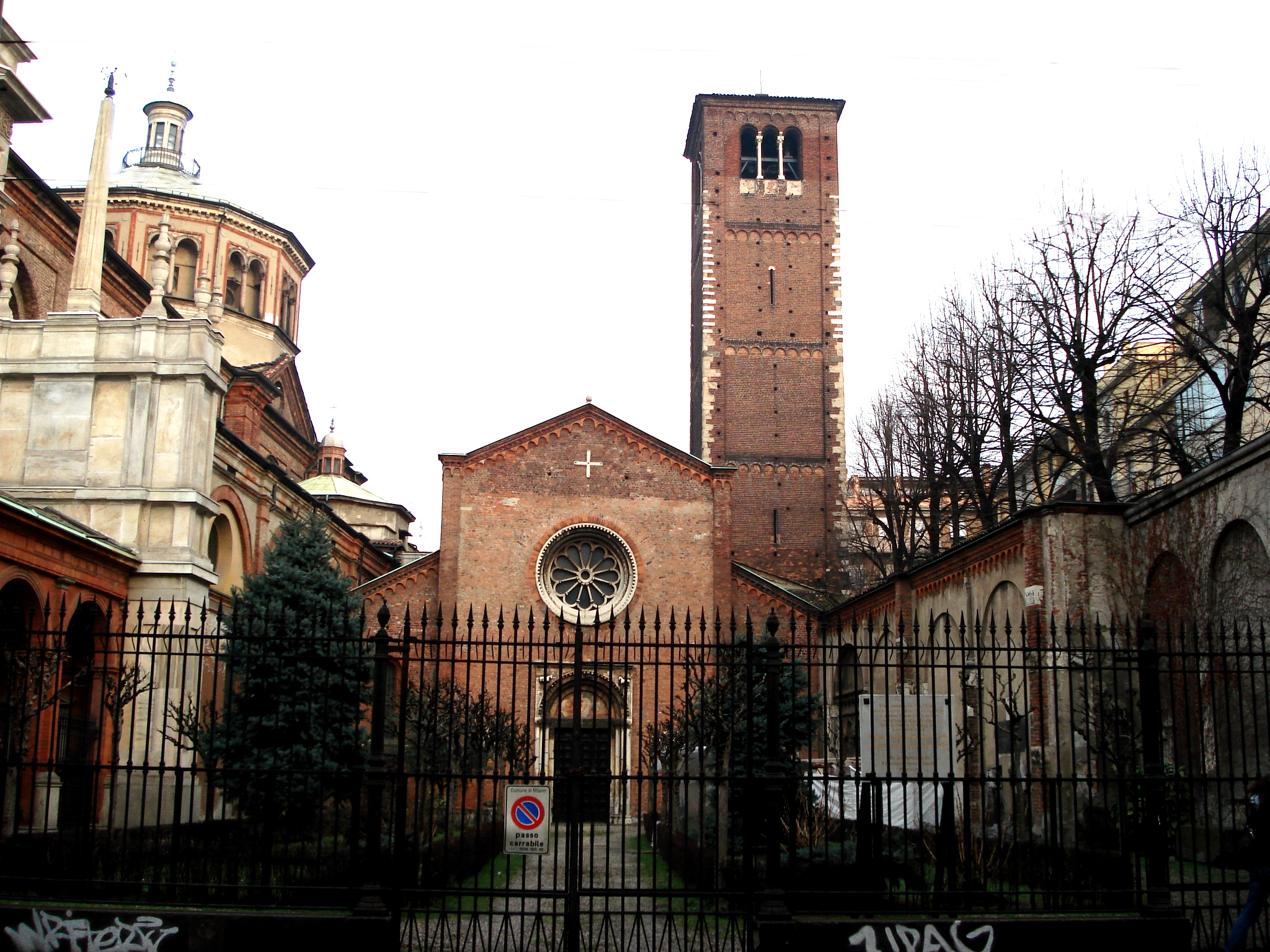
圣賽苏堂

## 圣賽苏堂
罗曼式建筑圣賽苏堂附属于奇迹圣母堂，供奉殉教圣人圣賽苏。它始建于4世纪，重建于11世纪。其立面有一个玫瑰窗，大门上装饰着动物形象。其钟楼也建于11世纪。